# Día de la Ingeniería Argentina
El día de la Ingeniería Argentina se celebra el 6 de junio de todos los años.
El 6 de junio de 1870 egresó, del Departamento de Ciencias Exactas de la Universidad de Buenos Aires, el primer ingeniero civil de Argentina: Luis Augusto Huergo; lo acompañaron en esa primera promoción otros once egresados.
Por eso establecieron esta fecha como el “Día de la Ingeniería en Argentina”.
Debe distinguirse del Día del Ingeniero que se celebra el 16 de junio, en conmemoración de la creación de la carrera de ingeniería, lo que se hizo tomando como base el Departamento de Ciencias Exactas en 1865 para mejorarla.